# ゾイデル海

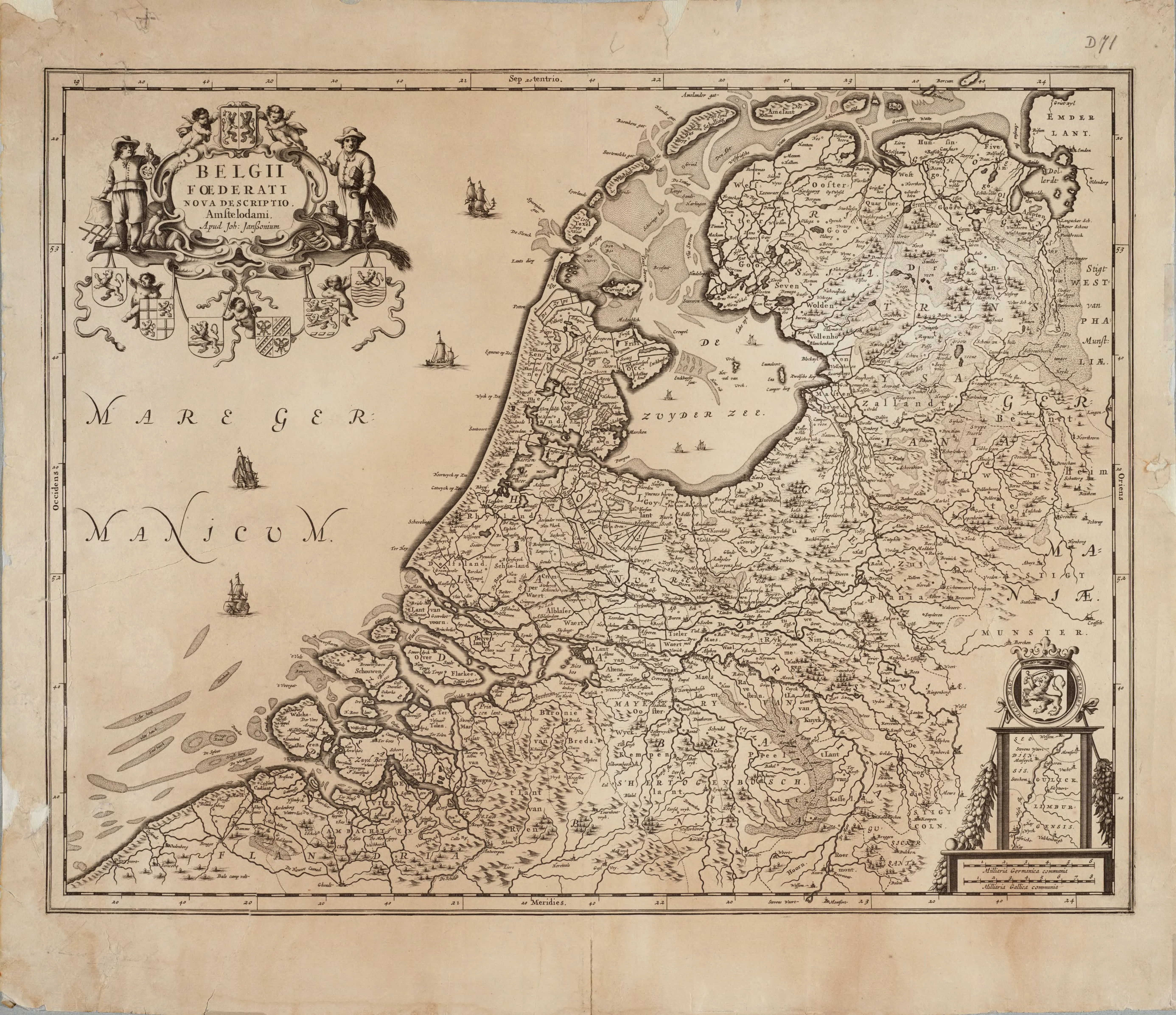
1658年のオランダの地図。浅瀬の広がるゾイデル海(De Zuyder Zee)が描かれている

ゾイデル海（ゾイデルかい、オランダ語: Zuiderzee、西フリジア語:Sudersee）は、オランダにかつて存在した湾。北海からオランダ北西部へ向けて100kmほど入り組んだ浅い大きな湾であった。Zuiderzee はオランダ語で「南海」を意味する。
20世紀に入り、ゾイデル海開発で建設された締め切り大堤防（アフシュライトダイク）により外海（北海の一部、ワッデン海）から切り離され淡水のアイセル湖となったため、消滅した。

## 概要
ゾイデル海は、幅50km、奥行100km、海岸線延長300km、面積5,000km2で、平均深さ4から5mの浅い海であった。オランダ語で南の(Zuider)＋海(Zee)という意味を持っている。これは北海(Noordzee)と対になった形でのフリースラント地方の命名によると言われている。1932年に完成したアフシュライトダイクによって北海（外海）から切り離され、流入河川（ライン川の分流アイセル川など）の水により次第に淡水湖化されて消滅した。現在では、かつてのゾイデル海の水域をアイセル湖と呼んでいる。

## 歴史

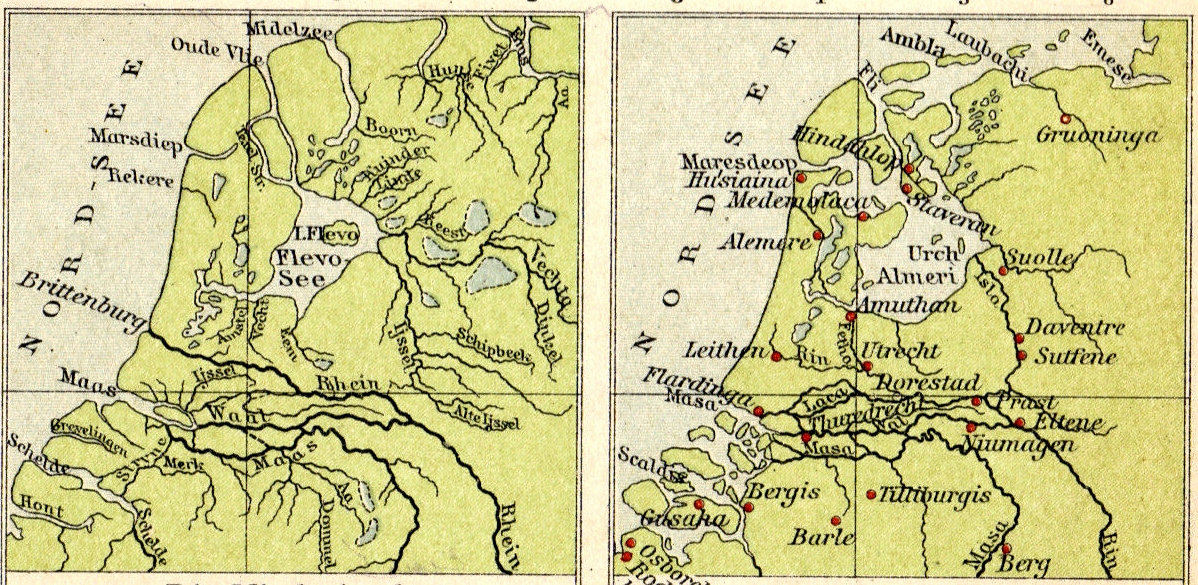
オランダ北部の海岸線変化の推定図。左は1世紀頃、右は10世紀頃

### フレヴォ湖と北海の拡大
2000年前のローマ帝国時代には、オランダ北部の海岸線は現在の西フリースラント諸島付近にあり、その内側の現在はワッデン海となっている部分は湿地帯であった。現在のアイセル湖南部に当たる場所には大きな湖があり、ローマ人たちは「Lacus Flevo」（フレヴォ湖）と呼んでいた。これは後のゾイデル海よりも小さく、フレヴォ湖と北海との間は多くの河川や湖の広がる湿地で阻まれていた。しかしフレヴォ湖畔のピート（泥炭）でできた柔らかい湖岸は波で浸食されやすく、中世までの間に湖は大きくなっていった。

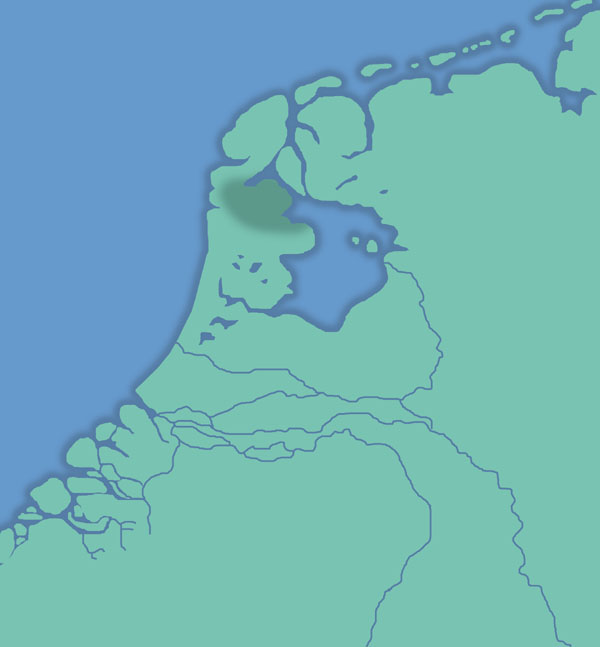
1100年頃のオランダの地形。Creilerの森と呼ばれた部分（黒い部分）が水没しフレヴォ湖はゾイデル海になった

中世にはこの湖の一部は「Vlie」（フリー）と呼ばれており、現在のフリーラント島とテルスヘリング島の間のフリー海峡付近に海への出口があったとみられる。現在テセル島とデン・ヘルデルの間にある、北海とワッデン海を結ぶ海峡・Marsdiep も、当時はフリー湖と海とを結ぶ川のひとつ「fluvium Maresdeop」であった。
中世早期になると、海面の上昇と冬の北海の荒天によりオランダ北部海岸の砂丘や泥炭地が波で削られ始め、砂丘背後の湿地帯は海に変わり始めた。フリー湖も「Almere」（アルメレ）と呼ばれる入り江へと拡大したが、まだ大きな潟湖の域を出なかった。12世紀から13世紀にかけて海面の上昇は著しく、北ホラントを次々に襲った大嵐・高潮・洪水で、海沿いの土地は水没し泥炭地は洗い流され、フレヴォ湖と海との間の河口も広がった。
1170年11月1日から2日にかけての「万聖節の洪水」(Allerheiligenvloed)では高潮が砂丘を乗り越え、海水が「Creiler Woud」と呼ばれる森林地帯を通ってフレヴォ湖に流れ込んだ。この洪水で砂丘の後ろにはワッデン海が形成され、フレヴォ湖は「ゾイデル海」に変わり、波で流失した泥炭地や森林地帯が陸地に戻ることはもはやなかった。1196年の聖ニコラスの洪水(Sint-Nicolaasvloed)では、1170年に開いた海峡が拡大し、フリースラント西部の広大な泥炭地が海へと変わった。1212年には6万人が犠牲となり、1219年1月16日の聖マルケルスの洪水(Sint-Marcellusvloed)でも36,000人が犠牲になった。1282年の大洪水で現在のテセル島付近の砂丘が破れ、ワッデン海およびゾイデル海は拡大した。
さらに1287年12月14日には北海の嵐で低地に一気に海水が流れ込み、5万人から8万人の死者が出る惨事となった（聖ルチア祭の洪水、Sint-Luciavloed）。この洪水で沈んだ土地のほとんどでは、その後海水が引くことはなく、そのままワッデン海あるいはゾイデル海の一部へと変わった。西フリースラント諸島のGriend島は海中に没し、現在ではわずかな砂州が海面に顔を出すに過ぎない。ゾイデル海が拡大し北海とつながったことにより、アムステル川沿いの漁村アムステルダムではゾイデル海を経て北海へ出る航路が開け、やがてバルト海交易路と結ばれる交易都市になる。

### ゾイデル海と生活

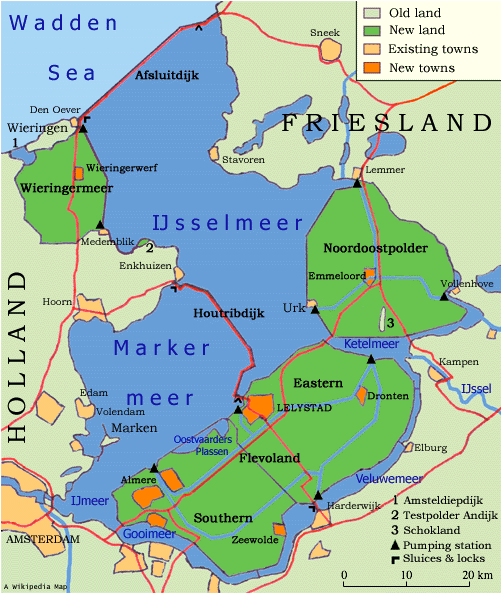
ゾイデル海であった場所の現在の状況
アイセル湖と干拓地に変わっている

ゾイデル海は15世紀以降、海岸線に潮受堤防（ダイク）が築かれたことにより拡大を止めた。しかしゾイデル海は、北海で嵐が起こるたびに南へと押し寄せる海水の影響で荒れる海へと変わり、高潮や洪水が起こったり船が転覆したりした。1421年11月18日の深夜から19日未明には北海の嵐の影響でゾイデル海の海面が上昇し潮受堤防が破れ、低地にある72の村が沈み1万人以上が死亡した。聖エリーザベトの日（11月19日）に起こったため、1421年の聖エリーザベト洪水(Sint-Elisabethsvloed)と呼ばれる（1404年の聖エリーザベトの日にゼーラントからフランドルにかけて起こった聖エリザーベト洪水と区別するため、「2回目の」あるいは「1421年の」と冠される）。この洪水で沈んだ土地は、数十年後に干拓されるまで海のままであった。
ゾイデル海の沿岸には多くの漁村が建ち、そのいくつかは海上交易を始め城郭都市へと変わっていった。オーファーアイセル州のカンペンや、後に発達したホラント州のアムステルダム、ホールン、エンクハイゼンなどはその例である。これらの街は最初はバルト海諸国やイングランド、あるいはハンザ同盟との交易を行っていたが、大航海時代には世界へと交易路を拡大し、オランダ植民地帝国の建設に貢献した。しかしオランダの貿易が衰退すると多くの港町が漁業へと戻り、20世紀に観光業が発達するまではゾイデル海や北海での漁業が多くの街の主産業となっていた。ゾイデル海の中には、中世の洪水以前には本土の一部や半島であったりもっと大きな島であったりした4つの小島、Wieringen（ウィーリンゲン島、Urk（ウルク島）、Schokland（スホクラント島）、Marken（マルケン島） があり、これらの島の住民も漁業で生計を立てていたが、波の浸食で年々面積が縮小することに悩まされ、スホクラント島は19世紀に住民が立ち退き放棄された。これらの島は、20世紀後半までの干拓地の拡大により、すべて本土の一部となったか本土と道路でつながった。

### ゾイデル海開発

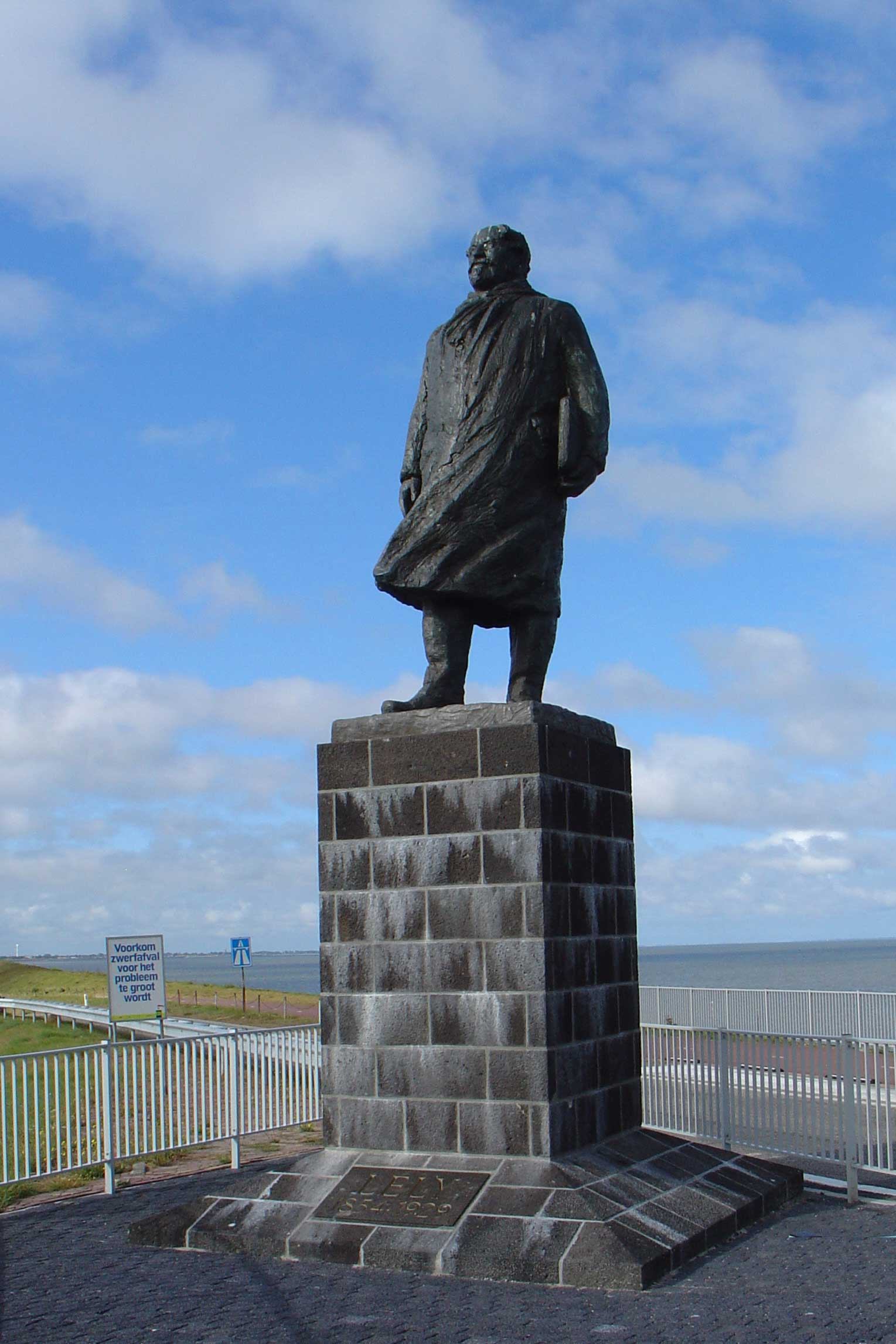
コルネリス・レリーの像

20世紀前半には、北海の嵐からゾイデル海沿岸の土地を守り、また干拓地を拡大するために、ゾイデル海の出口を閉じる長大なアフシュライトダイクが建設された。
19世紀後半からゾイデル海を締め切るダム事業は構想されていたが議会で通らず、建設が承認されるきっかけになったのは1916年1月の大洪水であった。長年建設を訴え続けてきた土木技師・政治家のコルネリス・レリ（Cornelis Lely, 1854年 - 1929年）の指揮下、1919年よりゾイデル海開発が開始された。1932年のアフシュライトダイク完成後はゾイデル海は淡水化しアイセル湖となり、さらに湖内部に締切堤防が築かれウィーリンゲルメール、北東ポルダー、フレヴォランド東および南の4つのポルダー（干拓地）が誕生し、古代のフレヴォ湖にちなむ「フレヴォラント州」が新たに誕生した。当初の計画ではマルケル湖（アイセル湖の南西部の水面）も干拓することになっていたがこの計画は2000年に無期限延期となり、1986年のフレヴォラント南ポルダー完成でゾイデル海開発は完了したことになる。